# 反乱罪
反乱罪（はんらんざい、旧字体：叛亂罪）は、日本の陸軍刑法第二編第一章叛乱ノ罪ならびに海軍刑法第二編第一章叛乱ノ罪に規定されていた罪である。

## 規定内容
(1) 党を結び兵器を執り叛乱をなした者は、次の区別に従って処分される。(a) 首魁　死刑、(b) 謀議に参与し、または群衆の指揮をなした者　死刑、無期もしくは5年以上の懲役または禁錮、(c) その他諸般の職務に従事した者　3年以上の有期の懲役または禁錮、(d) 附和随行した者　5年以下の懲役または禁錮。また叛乱をなす目的で党を結び兵器、弾薬その他軍用に供する物を却掠した者は、上の例に同じく処分される。以上の罪の未遂も罰せられ、また予備、陰謀は1年以上の有期の懲役または禁錮。予備、陰謀をなした者が未だ事を行なわない前に自首したときはその刑を免除される。
(2) 次の行為をなした者は死刑。(a) 軍隊または要塞、陣営、艦船、兵器、弾薬その他軍用に供する場所、建造物その他の物を敵国に交付すること、(b) 敵国のために間諜をなし、または敵国の間諜を幇助すること、(c) 軍事上の機密を敵国に漏泄すること、(d) 敵国のために嚮導をなし、または地理を指示すること、(e) 敵国に降らせるために司令官を強要すること、(f) 敵国のために俘虜を奪取し、またはこれを逃走させること。
(3) 敵国を利するために次の行為をなした者は死刑。(a) 要塞、陣営、艦船、兵器、弾薬その他軍用に供する場所、建造物その他の物を破壊し、または使用不能に至らせること、(b) 水陸の通路、橋梁、灯台、浮標を損壊または壅塞し、またはその他の方法で、軍隊、艦船の往来の妨害を生じさせること、(c) 司令官または指揮官軍隊、艦船を、率いて、守所もしくは配置の場所に就かず、またはその場所を離れること、(d) 隊兵、艦隊を解散し、またはその潰走混乱を誘起し、またはその連絡集合を妨害すること、(e) 兵器、弾薬、糧食、被服その他軍用に供する物を欠乏させること、(f) 命令、通報もしくは報告を詐り伝え、または虚偽の命令、通報もしくは報告をなすこと、(g) 造言飛語し、または敵前で叫呼喧噪すること。
(4) (2)および(3)に記述した以外の方法で、敵国に軍事上の利益を与え、または帝国の軍事上の利益を害した者は死刑または無期もしくは5年以上の懲役。
(5) 叛乱者または内乱者を利するため (2) (3) (4) に記述した行為をなした者は死刑または無期もしくは3年以上の懲役または禁錮。
(2)ないし(5)の未遂罪も罰せられ、予備または陰謀は1年以上の有期の懲役または禁錮。自首免刑の規定はない。
叛乱罪の規定は戦時同盟国に対する規定にも適用される。
これらの規定は陸軍刑法、海軍刑法の適用を受ける陸軍軍人または海軍軍人もしくはこれらに準ずる者のみに適用される特別法であり、一般人がこれらの行為に共同した場合には刑法によって処分される。